# 徐任道
徐任道（1552年—？），字仁卿，號弘宇，浙江衢州府西安縣人，民籍，明朝政治人物。

## 生平
萬曆十年（1582年）壬午科浙江鄉試第五十六名，萬曆十四年（1586年）丙戌科會試一百五名，登三甲第二百四十三名進士。礼部观政。本年八月授河南固始县知县，二十三年行取廣西道御史，本年告病，卒。

## 家族
曾祖徐珍；祖父徐孔昂；父徐良鎖。母鄭氏。严侍下。兄可相、俊卿（生员）。弟可进、用卿（生员）、可望、可化、可选、可达、可道、任仕。